# 1-ブチル-1-メチルピロリジニウムビス(トリフルオロメタンスルホニル)イミド
1-ブチル-1-メチルピロリジニウムビス(トリフルオロメタンスルホニル)イミド（英: 1-Butyl-1-methylpyrrolidinium bis(trifluoromethanesulfonyl)imide、BMPyrr BTA）は、融点が100 °C未満のイオン液体である。
1-ブチル-1-メチルピロリジニウムビス(トリフルオロメタンスルホニル)イミドは、融点が-18 °Cであるため、室温イオン液体である。

## 調製
1-ブチル-1-メチルピロリジニウムビス(トリフルオロメタンスルホニル)イミドは、臭化1-ブチル-1-メチルピロリジニウムとリチウムビス(トリフルオロメタンスルホニル)イミドを出発物質とするアニオンメタセシス反応によって調製できる。

## 用途
1-ブチル-1-メチルピロリジニウムビス(トリフルオロメタンスルホニル)イミドは、鈴木・宮浦カップリング反応やニトロ化反応の溶媒として利用できる。また、1-ブチル-1-メチルピロリジニウムビス(トリフルオロメタンスルホニル)イミドは、水素の電気化学的酸化において、および電気二重層コンデンサ用の電解質として研究されており、抽出プロセスにおいても使用される。